# Gravis

Gravis - obrácená čárka nad písmenem

Příklad latinského písmene A se znakem gravis

Gravis (lat. těžký), také těžký, tupý akcent (fr. accent grave), případně jako protiklad v české abecedě známé čárce obrácená čárka je diakritické znaménko podoby podle svislé osy převrácené čárky ( ` ). Původně se jednalo o diakritiku označující těžký přízvuk ve starořečtině, dnes užíváno v řadě jazyků za různým účelem (ve francouzštině nejčastěji otevřenou výslovnost hlásky).

## Zobrazování
V standardu ASCII obsahuje pouze gravis samostatně. V standardech ISO 8859 se již objevují kombinované znaky písmen s gravisem, například ISO 8859-1 obsahuje znaky À, à, È, è, Ì, ì, Ò, ò, Ù a ù.
V Unicode je tento znak v různých podobách:
- ` U+0060 GRAVE ACCENT – "ASCII" symbol
- ˋ U+02CB MODIFIER LETTER GRAVE ACCENT – "typografický" symbol
- ̀ U+0300 COMBINING GRAVE ACCENT – kombinující diakritické znaménko
- ̀ U+0340 COMBINING GRAVE TONE MARK – kombinující znaménko tónu; jeho použití se už nedoporučuje a je normalizováno na U+0300

## Zápis na počítači
Tento znak je možné napsat na českém rozložení klávesnice (Windows) pomocí zkratky AltGr+Ý.